# المنايس (المخادر)

تعديل مصدري - تعديل

المنايس محلة تابعة لقرية الافواخ، التابعة لعزلة الشرف بمديرية المخادر إحدى مديريات محافظة إب في الجمهورية اليمنية، بلغ تعداد سكانها 32 حسب تعداد اليمن لعام 2004.